# 鬼志別站

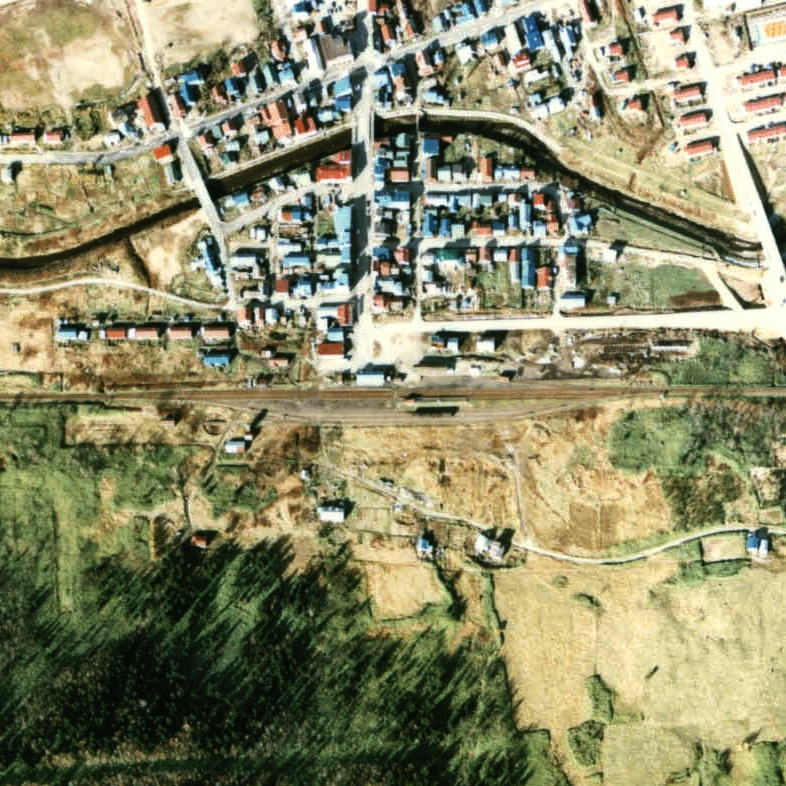
1977年的鬼志別站與方圓約750米範圍。左邊是南稚內方向。當時車站內設有2面2線的千鳥式月台和2條副本線。車站大樓旁邊靠近濱頓別一方設有貨物月台和引込線。此車站內設有曾經為了跨越山嶺而設有輔助機車轉車盤。在廢線後，於圖片上方的鬼志別川經過修整，河流改為在站內流過，使現時看不到車站痕蹟。

鬼志別站（日语：／ Onishibetsu eki */?）是位於北海道宗谷郡猿拂村字鬼志別，北海道旅客鐵道（JR北海道）的天北線車站（廢站）。隨著天北線廢線，車站在1989年（平成元年）5月1日廢除。
在廢除前行走的急行「天北」停靠此站。

## 歷史
- 1920年（大正9年）11月1日 - 鐵道省宗谷本線淺茅野站至此站之間開通，此站啟用[1][2]。當時為一般車站[1]。
- 1922年（大正11年）11月1日 - 此站至稚內站（現時：南稚內站）之間開通（宗谷本線全線開通），從此成為中途站[3][1][2]。站內設置稚內機車庫鬼志別分庫。
- 1930年（昭和5年）4月1日 - 音威子府站至稚內站之間的路段改名為北見線，成為北見線車站[2]。
- 1949年（昭和24年）6月1日 - 日本國有鐵道成立，成為日本國有鐵道車站。
- 1961年（昭和36年）4月1日 - 路線改名為天北線，成為天北線車站[2]。
- 1982年（昭和57年）6月1日 - 終束處理貨物業務[1]。
- 1984年（昭和59年）2月1日 - 終束處理行李業務[1]。
- 1987年（昭和62年）4月1日 - 伴隨國鐵分割民營化，車站由北海道旅客鐵道（JR北海道）營運[1]。
- 1989年（平成元年）5月1日 - 天北線全線廢除，此站也廢除[1]。

## 車站構造
截至車站廢除前，車站是一座地面車站，設有2面2線的混合式月台（單式月台和島式月台（只使用單面）），可進行列車交會。車站大樓靠近月台中央部分與島式月台西邊之間設有站內平交道連接。車站大樓一方（北邊）的上行月台為1號月台，該月台上設有候車室島式（內側）下行月台是2號月台。截至1983年（昭和58年），島式（外側）月台是3號月台，該月台也是一條側線。在1號月台靠近音威子府一方設有分支，連接車站大樓東邊的貨物月台（缺角式月台），該月台也是貨物側線。
此站是職員配置站，木製車站大樓位於站內北邊，連接1號月台中央位置。

## 站名的由來
車站名稱取自當地地名。而地名的阿伊努語是（阿伊努語羅馬化翻譯為: o-ni-us-pet），其意思是川尻、樹木、集群、河流，或是（阿伊努語羅馬化翻譯為: o-nu-us-pet），其意思是川口・豐漁・是・川。

## 利用狀況
- 在1981年度（昭和56年度）的一日上下車人次為153人[4]。

## 車站周邊
此站是猿拂村的中心車站。由於車站鄰近村公所和市區，因此急行「天北」停靠此站。
- 北海道道138號豐富猿拂線
- 北海道道1089號猿拂鬼志別線 - 部分使用天北線廢線的地方。
- 猿拂村公所
- 稚內警署（日语：稚内警察署）鬼志別駐在所
- 鬼志別郵局
- 稚內信用金庫（日语：稚内信用金庫）鬼志別分店
- 東宗谷農業協同組合（JA東宗谷）猿拂分所
- 猿拂村立拓心中學
- 猿拂村立鬼志別小學
- 鬼志別川[7]

## 現況

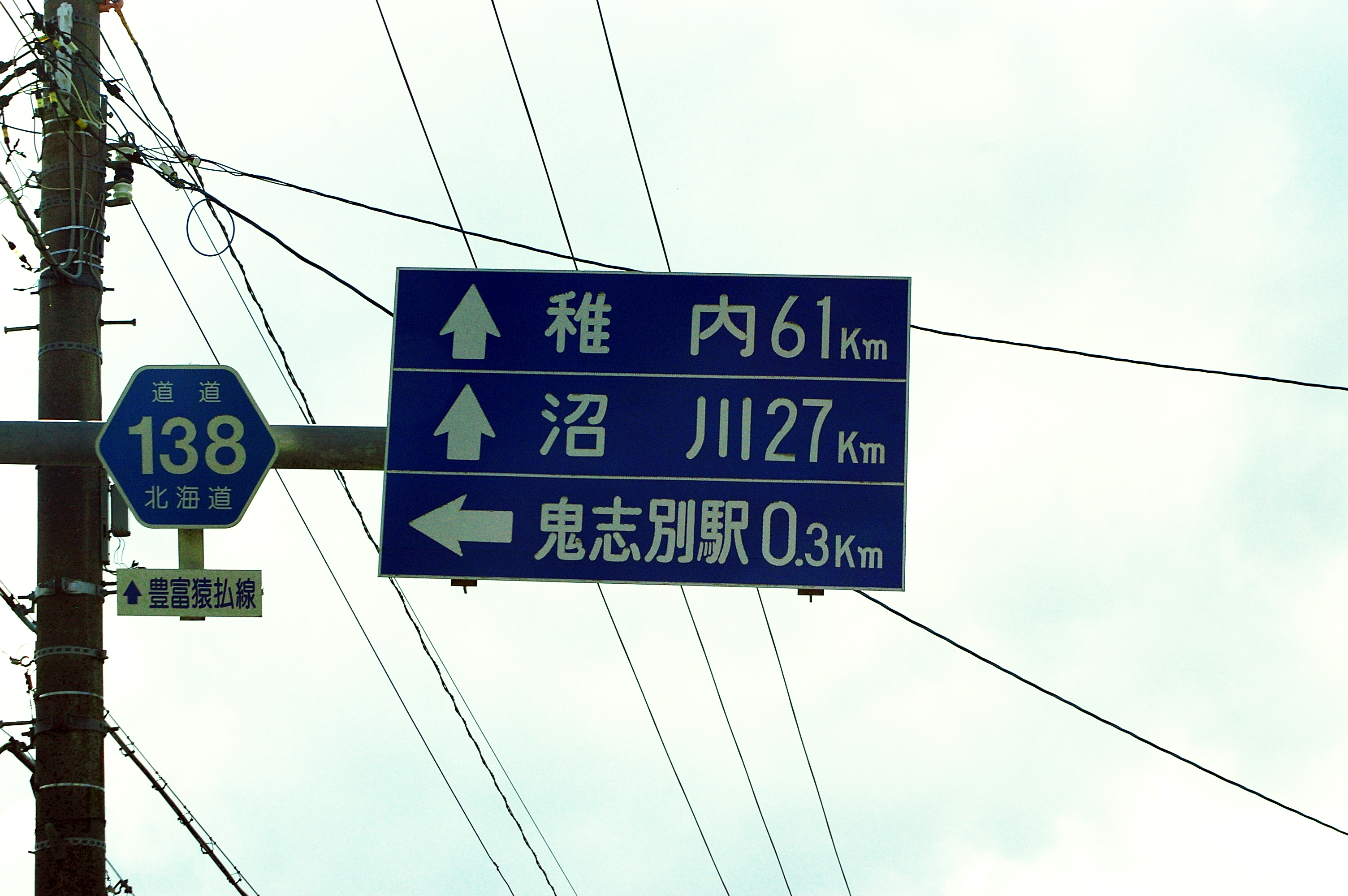
鬼志別市區的路牌中還標記鬼志別站

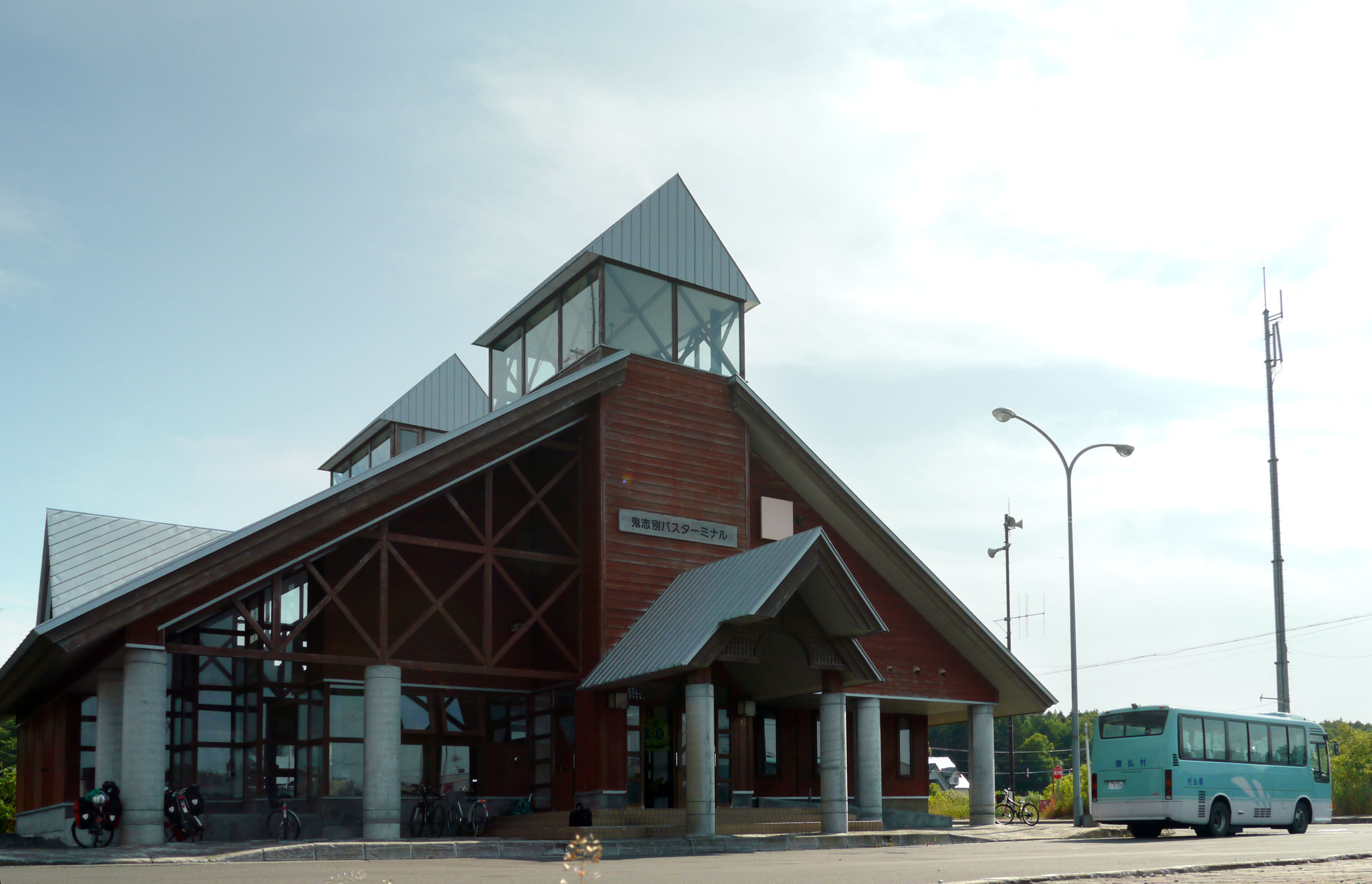
鬼志別巴士總站(2011年8月4日)

截至2001年（平成13年），車站變成為「鬼志別巴士總站」。在巴士總站一樓設有天北線的資料展示室，展示了周邊車站的站名牌、車票、鐵路用品和相片等有關天北線的相關資料。截至2010年（平成22年）。截至2011年（平成23年），巴士總站和展示室還存在。

## 相鄰車站
北海道旅客鐵道（JR北海道）
天北線
蘆野－鬼志別－小石

## 注腳
1. 1 2 3 4 5 6 7 8 9  石野哲（編）. . JTB. 1998: 906. ISBN 978-4-533-02980-6 （日语）.
2. 1 2 3 4  曾根悟（監修）. 朝日新聞出版分冊百科編集部（編集） , 编. . 週刊朝日百科. 20号・宗谷本線／留萌本線. 朝日新聞出版. 2009-11-02: 14–17 （日语）.
3. ↑  《官報》 1922年10月27日　鉄道省告示第144号 （页面存档备份，存于）（國立國會圖書館數碼化收藏）
4. 1 2 3 4 5  書籍《国鉄全線各駅停車1 北海道690駅》（小學館，1983年7月發行）190頁。
5. ↑  書籍《追憶の鉄路 北海道廃止ローカル線写真集》（著：工藤裕之，北海道新聞社，2011年12月發行）28頁。
6. ↑   (PDF). アイヌ語地名リスト. 北海道 環境生活部 アイヌ政策推進室. 2007  [2017-10-19]. （原始内容存档 (PDF)于2018-05-04） （日语）.
7. ↑  書籍《北海道道路地図 改訂版》（地勢堂，1980年3月發行）17頁。
8. ↑  書籍《鉄道廃線跡を歩くVIII》（JTB出版，2001年8月發行）41-42頁。
9. 1 2  書籍《北海道の鉄道廃線跡》（著：本久公洋，北海道新聞社，2011年9月發行）250-251頁。
10. ↑  書籍《新 鉄道廃線跡を歩く1 北海道・北東北編》（JTB出版，2010年4月發行）18頁。